# Тело с ручками

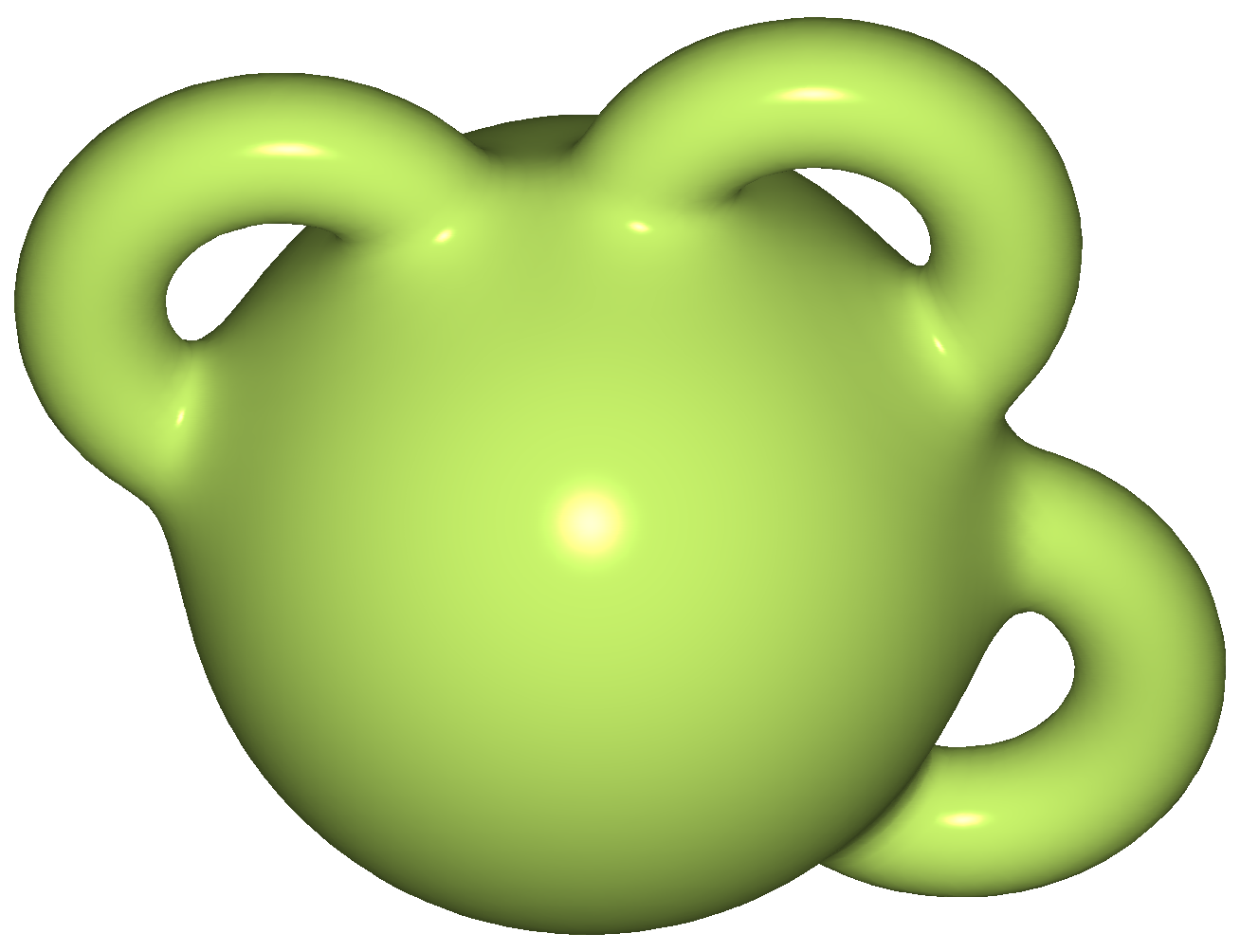
Тело с тремя ручками или тело рода три.

Тело с ручками — тело в трёхмерном евклидовом пространстве ограниченное замкнутой поверхностью.
Род тела с ручками определяется как род поверхности его ограничивающей.

## Примеры

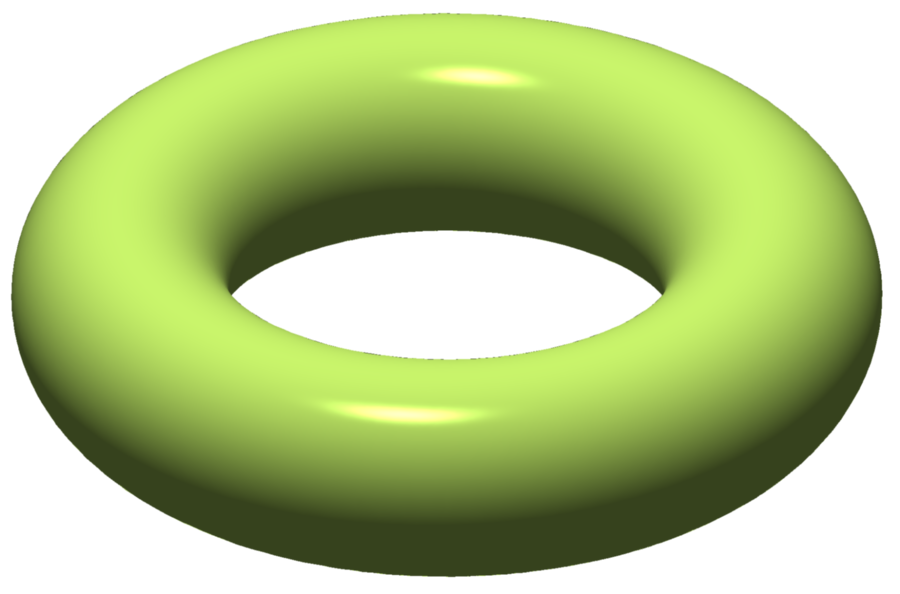
Род {\displaystyle g=1}: Полноторий
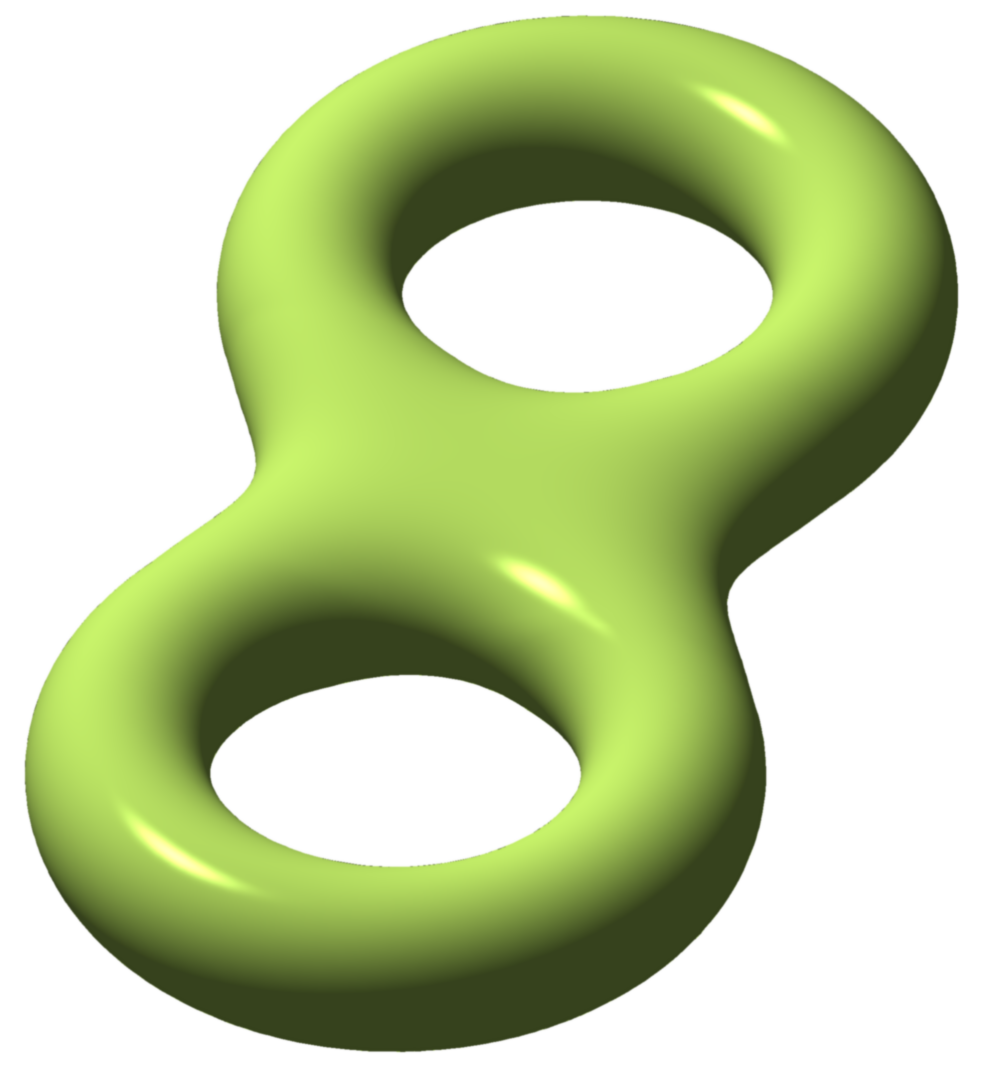
Род {\displaystyle g=2}: Крендель
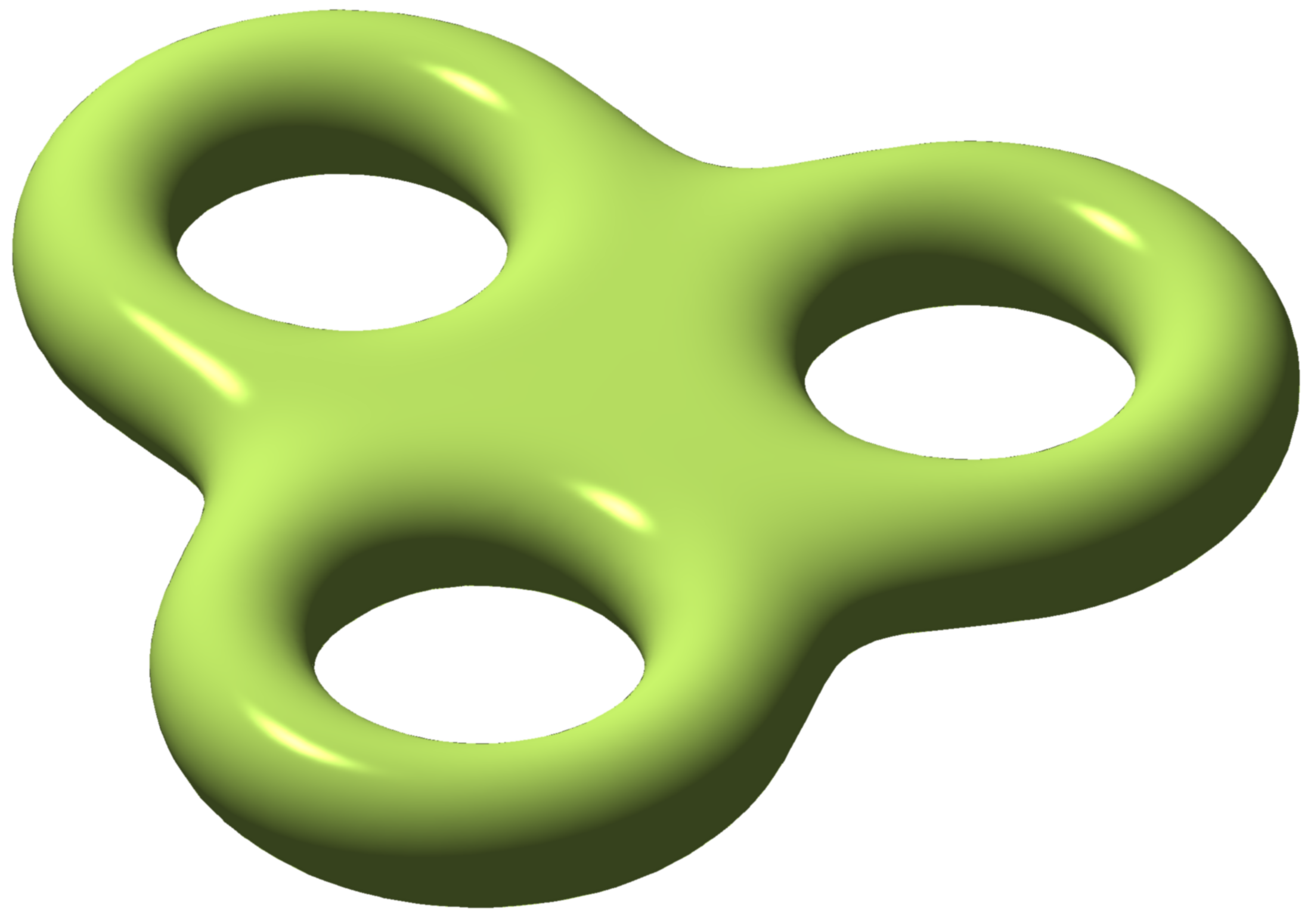
Род {\displaystyle g=3}